# Spitzkopf-Smaragdpanzerwels
Der Spitzkopf-Smaragdpanzerwels (Brochis multiradiatus, Syn.: Corydoras multiradiatus, Chaenothorax multiradiatus) ist eine Fischart aus der Familie der Panzer- und Schwielenwelse (Callichthyidae), die im äußersten Westen des Amazonasbeckens im Stromgebiet des oberen Río Napo, in Ecuador und Peru vorkommt.

## Merkmale
Der Spitzkopf-Smaragdpanzerwels erreicht eine maximale Körperlänge von bis zu 12 cm und ähnelt in Gestalt und Färbung dem Smaragdpanzerwels (Brochis splendens). Von ihm unterscheidet er sich durch die spitzere Schnauze, die größere Maximallänge (7,5 (♀) und 9 cm (♂) bei Brochis splendens) und eine von mehr Flossenstrahlen gestützte Rückenflosse (1 verknöcherter Hartstrahl und 15 bis 17 Weichstrahlen beim Spitzkopf-Smaragdpanzerwels vs. 1 und 11–12 bei Brochis splendens). Oberhalb der Körpermittellinie zählt man beim Spitzkopf-Smaragdpanzerwels 25 Knochenplatten (24 bei Brochis splendens), unterhalb sind es 23 (22 bei Brochis splendens) und nur eine Knochenplatte (ein bis zwei bei Brochis splendens) trennt die Rückenflosse von der Fettflosse.
- Flossenformel: Dorsale i/15–17, Anale 7, Pectorale i/10.